# العلاقات الآيسلندية المارشالية
العلاقات الآيسلندية المارشالية هي العلاقات الثنائية التي تجمع بين آيسلندا وجزر مارشال.

## مقارنة بين البلدين
هذه مقارنة عامة ومرجعية للدولتين:
| وجه المقارنة                                              | آيسلندا          | جزر مارشال                     |
| --------------------------------------------------------- | ---------------- | ------------------------------ |
| المساحة (كم2)                                             | 103.00 ألف       | 181                            |
| عدد السكان (نسمة)                                         | 317.35 ألف       | 53.13 ألف                      |
| الكثافة السكانية (ن./كم²)                                 | 3.08             | 29.35 ألف                      |
| العاصمة                                                   | ريكيافيك         | ماجورو                         |
| اللغة الرسمية                                             | اللغة الآيسلندية | لغة إنجليزية، اللغة المارشالية |
| العملة                                                    | كرونة آيسلندية   | دولار أمريكي                   |
| الناتج المحلي الإجمالي (بليون دولار)                      | 23.91 مليار      | 199.40 مليون                   |
| الناتج المحلي الإجمالي (تعادل القوة الشرائية) بليون دولار | 15.79 مليار      | 207.25 مليون                   |
| الناتج المحلي الإجمالي الاسمي للفرد دولار أمريكي          | 50.17 ألف        | 3.38 ألف                       |
| الناتج المحلي الإجمالي للفرد دولار أمريكي                 | 46.55 ألف        | 3.80 ألف                       |
| مؤشر التنمية البشرية                                      | 0.899            |                                |
| رمز المكالمات الدولي                                      | +354             | +692                           |
| رمز الإنترنت                                              | .is              | .mh                            |
| المنطقة الزمنية                                           | 00، أوروبا/لندن ‏ | ت ع م+12:00                    |

## منظمات دولية مشتركة
يشترك البلدان في عضوية مجموعة من المنظمات الدولية، منها:
| علم المنظمة | اسم المنظمة                   | تاريخ انضمام آيسلندا | تاريخ انضمام جزر مارشال |
| ----------- | ----------------------------- | -------------------- | ----------------------- |
|             | البنك الدولي للإنشاء والتعمير | 27 ديسمبر 1945       | 21 مايو 1992            |
|             | يونسكو                        | 8 يونيو 1964         | 30 يونيو 1995           |
|             | الاتحاد الدولي للاتصالات      | 1 أكتوبر 1906        | 22 فبراير 1996          |
|             | مؤسسة التمويل الدولية         | 20 يوليو 1956        | 23 سبتمبر 1992          |
|             | منظمة الشرطة الجنائية الدولية | ?                    | ?                       |
|             | الأمم المتحدة                 | 19 نوفمبر 1946       | 17 سبتمبر 1991          |
|             | مؤسسة التنمية الدولية         | 19 مايو 1961         | 19 يناير 1993           |
|             | منظمة حظر الأسلحة الكيميائية  | ?                    | ?                       |

## وصلات خارجية
- موقع وزارة الخارجية الآيسلندية